# Tiberius Iulius Optatus Pontianus

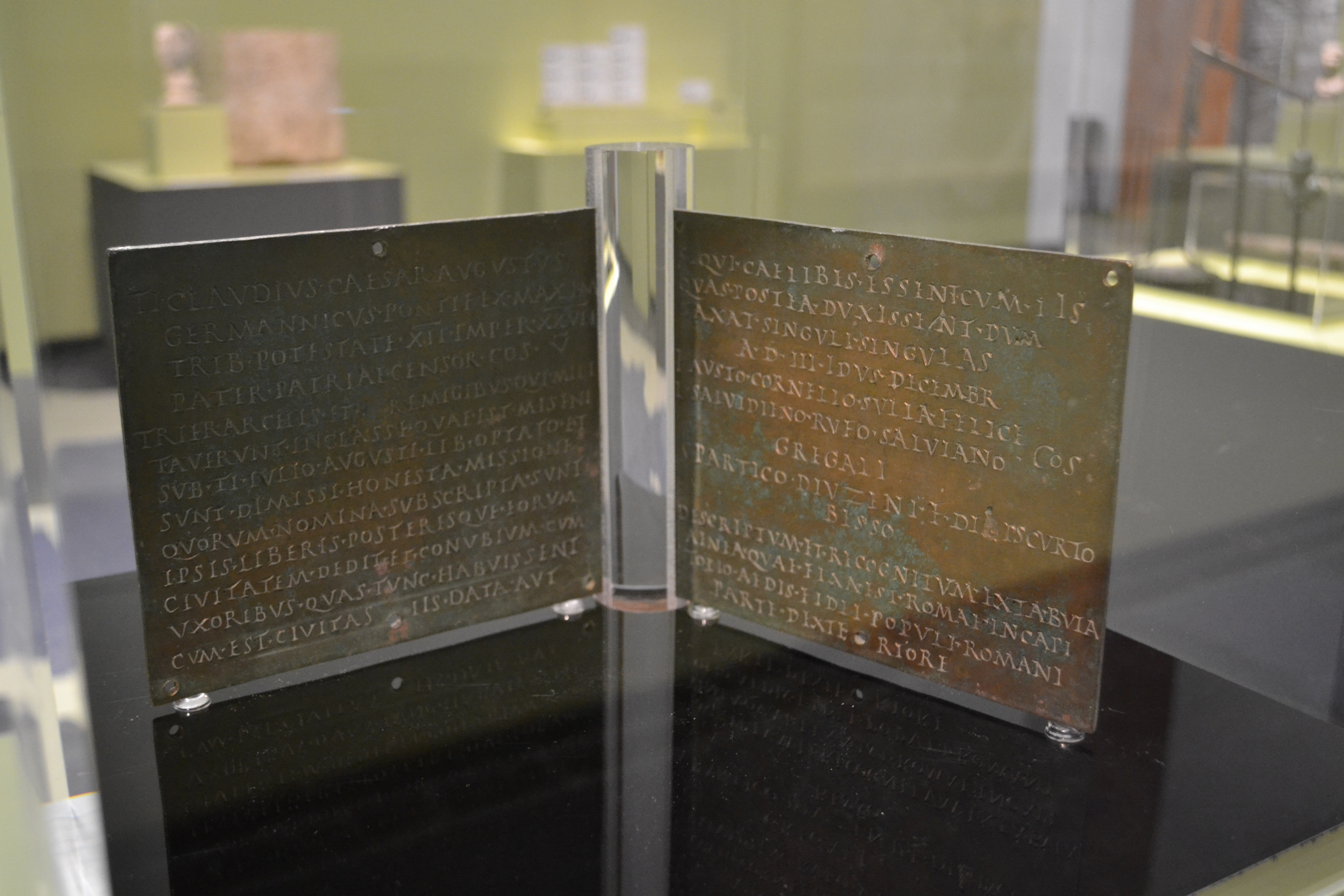
Das Militärdiplom vom 11. Dezember 52 n. Chr.

Tiberius Iulius Optatus Pontianus (vollständige Namensform Tiberius Iulius Augusti libertus Optatus Pontianus) war ein im 1. Jahrhundert n. Chr. lebender Angehöriger des römischen Ritterstandes (Eques). In einem Militärdiplom wird sein Name als Tiberius Iulius Optatus angegeben.
Durch ein Militärdiplom, das auf den 11. Dezember 52 datiert ist, ist belegt, dass Optatus im Jahr 52 Kommandeur (Praefectus) der in Misenum stationierten römischen Flotte (in classe quae est Miseni) war.
Optatus ist darüber hinaus durch eine Inschrift aus Tarracina belegt, die durch seinen Sohn Tiberius Iulius Optatus errichtet wurde; durch die Inschrift ist sein vollständiger Name bekannt. Aus dem Militärdiplom und der Inschrift geht hervor, dass er ein Freigelassener (Augusti libertus) des Tiberius (14–37) war.
In der Naturalis historia (Buch IX, 62) von Plinius wird ein Optatus erwähnt, der unter Claudius (41–54) praefectus classis war und der an der Küste Kampaniens eine Fischzucht begründete; er dürfte mit dem Flottenkommandeur des Militärdiploms identisch sein.